# Hầm Namsan số 1

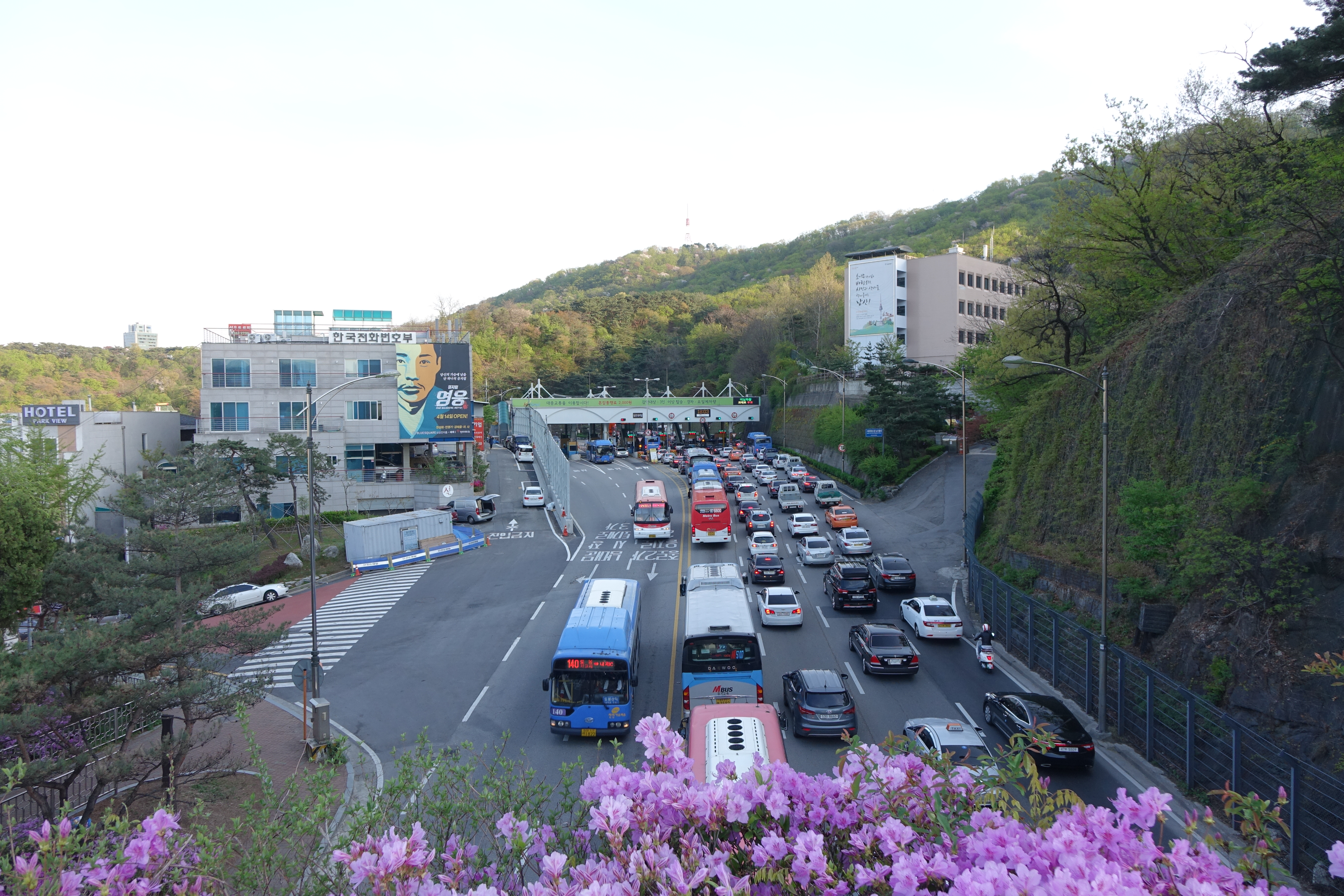
Trạm thu phí đường hầm Namsan 1

Hầm Namsan số 1（Tiếng Hàn: 남산1호터널, Hanja: 南山一號터널）là một đường hầm ống đôi bốn làn xe nối liền Hannam-dong, Yongsan-gu, Seoul và Yejang-dong, Jung-gu, Seoul. Nó thuộc Samil-daero và được quản lý bởi Tổng công ty quản lý cơ sở vật chất Seoul. Ở phía bắc, nó kết nối với Euljiro 2-ga, Jongno 2-ga và Myeong-dong, Eulji-ro và Chungmu-ro đồng thời kết nối với Cầu Hannam qua Hannam-daero ở phía nam và kết nối với Đường cao tốc Gyeongbu và Gangnam-daero ở đầu phía nam của cầu Hannam. Đây tuyến đường kết nối trực tiếp khu trung tâm Seoul với khu Gangnam, lưu lượng giao thông qua lại khá cao.
Nó là một phần của  Đường Xuyên Á 1.

## Bối cảnh xây dựng
Sự kiện tấn công Nhà Xanh xảy ra ở Seoul vào ngày 12 tháng 1 năm 1968 đã khiến thị trưởng Seoul lúc bấy giờ là Kim Hyun-ok bị bất ngờ. Vào ngày 7 tháng 1 năm 1969, kế hoạch cụ thể là xây dựng Đường hầm Namsan số 1 và Đường hầm Namsan số 2. Vào ngày 4 tháng 3 năm 1969, người ta chính thức xác nhận rằng Đường hầm Namsan số 1 và Đường hầm Namsan số 2 đã được lên kế hoạch có một giao lộ ba chiều. Một hình vuông có diện tích từ 5.000 đến 7.000 mét vuông đã được lên kế hoạch thiết lập phía trên giao lộ, có thể chứa 300.000 người trong trường hợp khẩn cấp. Việc xây dựng đường hầm bắt đầu vào ngày 13 tháng 3 năm 1969 với sự hỗ trợ tài chính 1 tỷ won từ Ngân hàng Ủy thác Hàn Quốc.

## Lịch sử
- 13 tháng 3 năm 1969: Khởi công xây dựng.
- 15 tháng 8 năm 1970: Đường hầm được thông xe và thu phí.
- 1 tháng 5 năm 1975: Tăng phí cầu đường[1].
- 16 tháng 7 năm 1976: Tăng phí cầu đường[2].
- 1 tháng 1 năm 1995: Ngừng thu phí.
- 11 tháng 11 năm 1996: Bắt đầu thu phí tắc nghẽn[3][4].
- 14 tháng 7 năm 2011: Một vụ nổ xe taxi xảy ra trong đường hầm khiến giao thông tê liệt[5][6].

## Thu phí
Trạm thu phí nằm ở lối vào và lối ra phía bắc của đường hầm, từ tháng 11 năm 1996 thu phí 2.000 won các phương tiện có sức chở dưới 10 người, thời gian thu phí 14 giờ từ 7:00 sáng đến 9:00 tối vào các ngày trong tuần và không tính phí ngoài những giờ này vào các ngày trong tuần (miễn phí vào ngày lễ và cuối tuần) và  và có thể thanh toán bằng tiền mặt, T-money, Cashbee hoặc thẻ tín dụng.

### Giảm phí
- Xe hạng nhẹ có dung tích động cơ dưới 1000 cc, xe tham gia hệ thống tự lái ngày thường dành cho xe khách.
- Loại 3 xe phát thải thấp: lợi ích giảm 50% bị bãi bỏ vào tháng 4 năm 2021
- Xe có 11 hành khách trở lên, xe có 3 hành khách trở lên, xe buýt, taxi, xe thương mại (xe tải) (đã đăng ký), xe năng lượng mặt trời, xe điện, xe hybrid, xe ít khí thải loại 2, xe CNG và các loại xe được miễn trừ hợp pháp khác phương tiện : Giảm hoàn toàn (miễn phí)